# Argentine-Géorgie en rugby à XV
Cet article retrace les confrontations entre l'équipe d'Argentine de rugby à XV et l'équipe de Géorgie de rugby à XV. Les deux équipes se sont affrontées quatre fois dont trois fois en Coupe du monde et l'Argentine a remporté les quatre rencontres

## Les confrontations
Voici les confrontations entre ces deux équipes :
| No | Date              | Lieu                                                   | Match               | Score   | Compétition              |
| -- | ----------------- | ------------------------------------------------------ | ------------------- | ------- | ------------------------ |
| 1  | 11 septembre 2007 | Stade Gerland, Lyon, France                            | Argentine – Géorgie | 33 – 3  | Coupe du monde (poule D) |
| 2  | 2 octobre 2011    | Arena Manawatu, Palmerston North, Nouvelle-Zélande     | Argentine – Géorgie | 25 – 7  | Coupe du monde (poule B) |
| 3  | 22 juin 2013      | Estadio San Juan, San Juan, Argentine                  | Argentine – Géorgie | 29 – 18 | Test match               |
| 4  | 25 septembre 2015 | Kingsholm Stadium, Gloucester, Angleterre              | Argentine – Géorgie | 54 – 9  | Coupe du monde (poule C) |
| 5  | 24 juin 2017      | Estadio 23 de Agosto, San Salvador de Jujuy, Argentine | Argentine – Géorgie | 45 – 29 | Test match               |